# Roy Black
Roy Black (Bobingen, 25 januari 1943 – Heldenstein, 9 oktober 1991) was een van de populairste Duitse schlagerzangers, zijn echte naam was Gerhard Höllerich. Zijn artiestennaam had hij te danken aan zijn zwarte haren en het feit dat zijn idool de Amerikaanse zanger Roy Orbison was.
Op 18-jarige leeftijd kreeg hij de muziekkoorts, hij speelde eerst in de band The Honky Tonks. Eind 1963 richtte hij zijn eigen band op, Roy Black and his Cannons. In 1964 kreeg de band een platencontract van producent Hans Bertram na een talentenwedstrijd gewonnen te hebben. Roy stopte met zijn studie bedrijfswetenschappen om zich op de muziek toe te leggen.
De eerste 2 singles Sweet Baby mein en Darling my Love waren niet bepaald een groot succes, daarna ging Roy solo. In de zomer van 1965 kwam zijn derde single uit, Du bist nicht allein. Deze was een schot in de roos. De single kwam op de 4de plaats in de Duitse hitparade terecht.
In 1967 speelde hij voor het eerst in een musicalfilm mee, Das Paradies der flotten Sünder. Tot 1969 haalden al zijn singles de top 10, waaronder zes de eerste plaats. Hij speelde in verschillende films mee. In 1971 scoorde hij een internationale hit met Schön is est auf der Welt zu sein, een duet met de tienjarige Anita Hegerland. Het bereikte de zesde plaats in de Nederlandse Top 40 en de zevende plaats in de Daverende 30.
Daarna begon zijn succes wat te tanen. In 1974 ging hij weg bij de producent die hem groot gemaakt had, maar er volgden geen hits meer.
Ook in 1974 trouwde hij met fotomodel Silke Vagts (20 januari 1945 - 16 januari 2002, zelfmoord). Op 1 augustus 1976 werd hun eerste zoon Torsten geboren.
In de jaren 80 laaide zijn populariteit weer op met nieuw werk. Privé ging het hem niet voor de wind, hij scheidde van Silke in 1985. Op 25 mei 1986 stortte hij door een hartafwijking in en kreeg hij twee nieuwe hartkleppen. Enkele maanden later trad hij genezen op voor 3000 fans in Berlijn.
In 1989 kreeg hij van RTL Plus het aanbod voor de hoofdrol in de serie Ein Schloß am Wörthersee. Hij speelde de charmante hotelchef Lennie Berger.
Op 2 mei 1990 pleegde zijn vader Georg Höllerich zelfmoord. Een jaar later op 14 september 1991 schonk zijn nieuwe vriendin Carmen Böhning het leven aan dochter Nathalie. Nog geen maand later, op 9 oktober, overleed Roy door hartfalen. Dit gebeurde in zijn buitenverblijf. Zijn vroege dood had naast zijn hartzwakte wellicht ook te maken met zijn alcohol- en pillenverslaving.

## Discografie
- 1964 - Sweet Baby mein
- 1965 - Du bist nicht allein
- 1966 - Ganz in Weiß
- 1966 - Good Night my Love
- 1967 - Frag' nur dein Herz
- 1968 - Bleib bei mir
- 1968 - Ich denk' an Dich
- 1969 - Das Mädchen Carina
- 1969 - Dein schönstes Geschenk
- 1971 - Schön ist es auf der Welt zu sein (met Anita)
- 1972 - Eine Rose schenk ich Dir
- 1974 - Einsam ohne Dich
- 1977 - Sand in Deinen Augen
- 1985 - Mona
- 1986 - In Japan geht die Sonne auf
- 1986 - Wahnsinn
- 1987 - Geträumt
- 1990 - Ein kleines bisschen Zärtlichkeit
- 1991 - Rosenzeit

## Filmografie
- 1968 - Das Paradies der flotten Sünder
- 1968 - Immer Ärger mit den Paukern
- 1969 - Unser Doktor ist der Beste
- 1969 - Hilfe, ich liebe Zwillinge
- 1970 - Wenn Du bei mir bist
- 1971 - Wer zuletzt lacht, lacht am besten
- 1971 - Wenn mein Schätzchen auf die Pauke haut
- 1971 - Hochwürden drückt ein Auge zu
- 1972 - Kinderarzt Dr. Fröhlich
- 1972 - Grün ist die Heide
- 1973 - Alter Kahn und junge Liebe
- 1974 - Schwarzwaldfahrt aus Liebeskummer
- 1989 tot 1991 - Ein Schloss am Wörthersee (televisieserie)

### Verfilming van zijn leven
- 1996: Du bist nicht allein - Die Roy Black Story met Christoph Waltz als Roy Black; Regie: Peter Keglevic

### Documentaires en biografieën
- 1969: Zum Beispiel Roy Black (televisie-documentaire)
- 1996: Du bist nicht allein – Die Roy Black Story (televisie-verfilming van zijn leven, met Christoph Waltz als Roy Black)
- 2000: Legenden – Roy Black (televisie-documentaire)
- 2013: Das Roy-Black-Musical – Von Arno Löb (verfilm op dvd)
- 2016: Roy Black – eine Legende. Unvergessen (televisie-documentaire)

## Prijzen
- Goldene Stimmgabel 1981, 1984, 1989, 1990
- Hermann-Löns-Medaille 1980